# Jamestown (Waszyngton)
Jamestown – jednostka osadnicza w Stanach Zjednoczonych, w stanie Waszyngton, w hrabstwie Clallam.